# Bombylisoma albifacies
Bombylisoma albifacies är en tvåvingeart som först beskrevs av Macquart 1855.  Bombylisoma albifacies ingår i släktet Bombylisoma och familjen svävflugor. Inga underarter finns listade i Catalogue of Life.